# La donna senza amore
La donna senza amore (The Mating of Millie) è un film del 1948 diretto da Henry Levin. Il film ricevette una nomination, nel 1949, al WGA Awards per la miglior sceneggiatura nella categoria commedia.

## Trama
Una donna, a capo di un grande magazzino, non ha molte gioie dalla vita a parte il proprio lavoro e il figlio di una sua vicina, vedova di guerra, con cui si diverte a passare il tempo. Quando la madre del piccolo muore, il bimbo rischia di finire in orfanotrofio e la donna decide di adottarlo. Non essendo sposata, però, è molto difficile. Nel frattempo ha conosciuto l'autista di autobus Doug Andrews al quale offre un lavoro. Sarà lui ad insegnarle come essere seduttiva allo scopo di trovare un marito senza il quale non può avere il bimbo chiuso intanto in orfanatrofio. La donna finirà con l'avere due pretendenti ma sceglierà l'ex autista del quale si è innamorata.